# BMC Procity
Il BMC Procity è un modello di autobus e autosnodato a pianale ribassato progettato e prodotto a partire dal 2008 dall'azienda turca BMC. La produzione avviene presso la sede di BMC a Smirne, in Turchia, paese nel quale il Procity si è ampiamente diffuso. Minori quantitativi sono presenti in Bulgaria e Italia.

## Storia

### Prima serie (2008-2016)

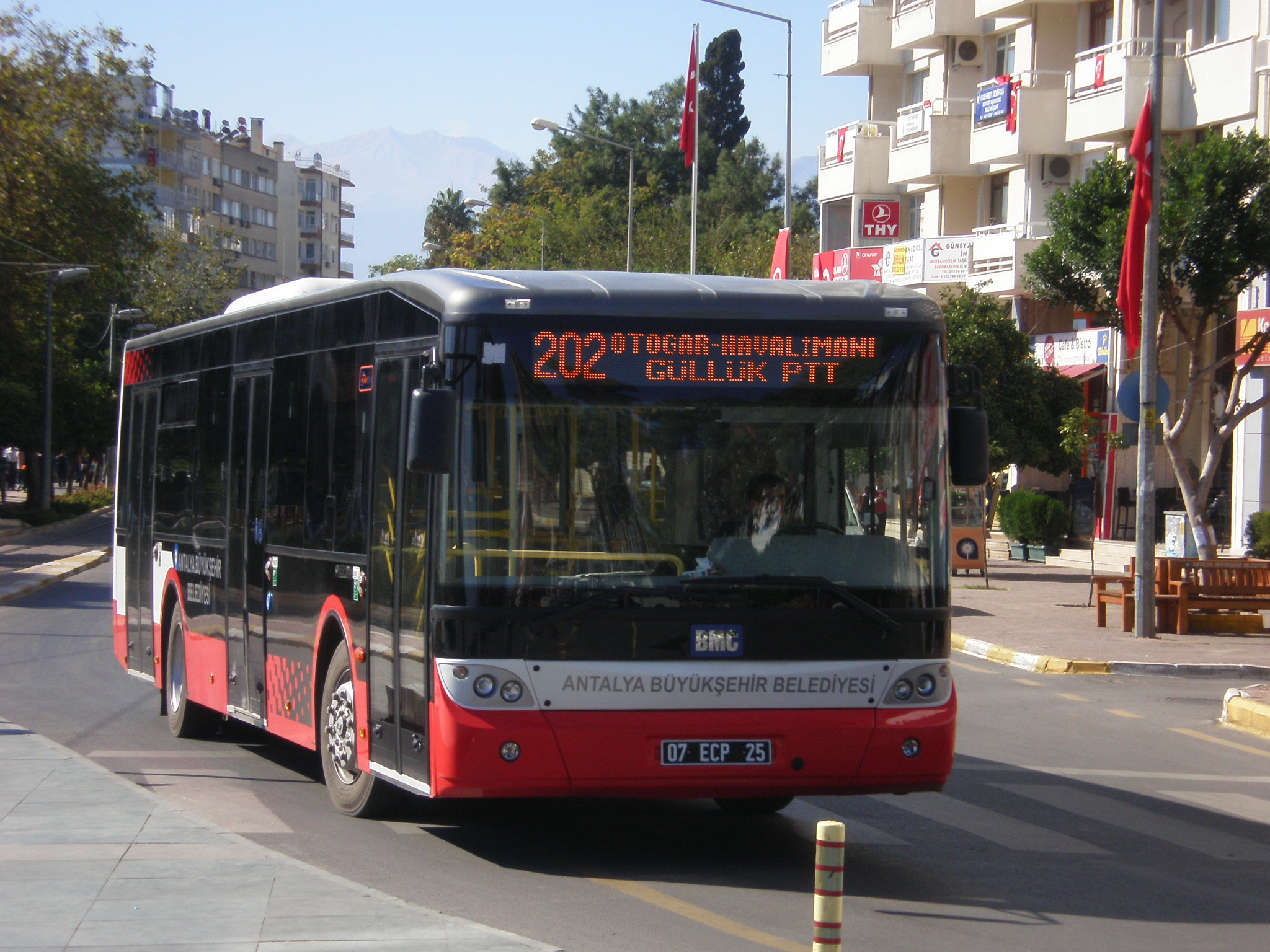
BMC Procity prima serie ad Adalia, Turchia

La prima serie del Procity fu presentata nel 2008 da BMC con il nome di BMC Belde 260-SLF e fu impiegata inizialmente dall'azienda ESHOT di Smirne e poi da Antalya Ulaşım di Adalia e İETT di Istanbul, sempre in Turchia.

### Seconda serie (dal 2016)
La seconda serie, denominata appunto Procity (Procity EU per il mercato europeo e Procity TR per il mercato turco), fu presentata alla fiera Transist 2016 a Istanbul e le vendite iniziarono a partire dall'anno successivo.

## Tecnica
I mezzi della seconda serie montano motori a sei cilindri prodotti dalla statunitense Cummins, rispettanti gli standard EEV ed Euro VI. La versione da 12 metri a gasolio monta un ISB6.7, le versioni a metano un ISL8.9 (ISL8.9 G nella versione articolata) e la versione snodata a gasolio monta un ISL9. La trasmissione, con cambio automatico, è invece prodotta dalla tedesca ZF Friedrichshafen e può essere: 6AP 1200B Ecolife (12 metri a gasolio), ZF 6AP 1400B Ecolife (versioni a metano) e ZF 6AP 1700B Ecolife (autosnodato).

## Versioni

### Procity 12
- Lunghezza: 11,970 m
- Allestimento: urbano, suburbano
- Alimentazione: gasolio,[2] gas naturale compresso[3]

### Procity 18
- Lunghezza: 18,124 m
- Allestimento: urbano, suburbano
- Alimentazione: gasolio,[4] gas naturale compresso[5]

## Diffusione
Il Procity si è largamente diffuso in Turchia, suo paese di origine, con il maggiore quantitativo presso la İETT di Istanbul, che ne possiede 279 della prima serie e oltre 375 della seconda. Altri esemplari hanno circolato per gli operatori ESHOT di Smirne e Antalya Ulaşım di Adalia.
Presso la BakuBus di Baku, capitale dell'Azerbaigian, sono presenti 20 Procity articolati a cui si aggiungono circa 380 Procity 12 a metano compresso approdati tra il 2020 e il 2021.
Circa 120 Procity 12 a metano di seconda serie sono presenti presso gli operatori bulgari Stoličen Avtotransport e MTK Grup di Sofia.
Alcuni esemplari della seconda serie sono presenti in Italia nelle flotte di CSC Mobilità (Latina) e Trotta Bus Services (Benevento, Fiumicino e Potenza). Un esemplare della prima serie è presente nella flotta di Linee Lecco.